# José Luis Páez Picón
José Luis Páez Picón, conegut com El Negro Páez, (San Juan de la Frontera, 2 de maig de 1969) és un jugador d'hoquei sobre patins argentí, considerat un dels millors jugadors de la història d'aquest esport. És germà del també jugador David Páez.

## Trajectòria
Va créixer en una família humil i vivia a prop de la pista del Concepción Club de San Juan, equip en el qual va començar de ben petit fins a l'any 1987, en què fitxà pel club italià Roller Monza. Durant els vuit anys que va jugar a la lliga italiana va guanyar tres lligues italianes, dues copes d'Itàlia i dues Recopes d'Europa.
L'any 1994 fitxà pel FC Barcelona, que en aquells temps vivia a l'ombra d'un potent Igualada HC dirigit per Carlos Figueroa. Al Barça ha aconseguit set Copes d'Europa i una Copa Intercontinental, entre molts altres títols. És titular indiscutible de la selecció Argentina, amb la qual ha conquistat dos Campionats del Món. L'any 2007, després de guanyar la Copa d'Europa, anuncià que es retirava com a professional i que no renovaria el seu contracte amb el FC Barcelona. No obstant això, poc després canvià d'opinió i fitxà pel Reus Deportiu, club amb el qual jugà fins al 2012.

## Palmarès

### Roller Monza
- 2 Recopes d'Europa (1989/90, 1992/93)
- 3 Lligues italianes (1988/89, 1989/90, 1992/93)
- 2 Copes italianes (1988/89, 1992/93)

### FC Barcelona
- 7 Copes d'Europa (1996/97, 1999/00, 2000/01, 2001/02, 2003/04, 2004/05, 2006/07)
- 1 Copa de la CERS (2006)
- 1 Copa Intercontinental (1998)
- 7 Copes Continentals (1996/97, 1999/00, 2000/01, 2001/02, 2003/04, 2004/05, 2005/06)
- 11 OK Lligues / Lligues espanyoles (1995/96, 1997/98, 1998/99, 1999/00, 2000/01, 2001/02, 2002/03, 2003/04, 2004/05, 2005/06, 2006/07)
- 5 Copes del Rei / Copes espanyoles (2000, 2002, 2003, 2005, 2007)
- 2 Supercopes espanyoles (2003/04, 2004/05)
- 3 Copes Ibèriques (1999/00, 2000/01, 2001/02)
- 1 Copa de les Nacions de Montreux (1994/95)
- 3 Lligues catalanes (1994/95, 1995/96, 1997/98)

### Reus Deportiu
- 1 Campionat del Món de Clubs (2008)
- 1 Copa d'Europa (2008/09)
- 1 OK Lliga (2010/11)

### Selecció argentina
- 1 Medalla d'or als Jocs Olímpics de Barcelona 1992
- 2 Campionats del Món "A" (1995, 1999)
- 1 Campionat Sud-americà (1986)
- 1 Campionat Panamericà (1987)